# Tomas Lindberg
Tomas "Tompa" Lindberg (Göteborg, Švedska, 16. listopada 1972.) je švedski glazbenik koji je predvodio mnoge death metal sastave, ponajviše At the Gates. Kao glazbenik i skladatelj aktivan je od kasnih 1980-ih. Također predaje društvene predmete.

## Karijera
Počeo je kao pjevač sastava Grotesque koji se zvao Goatspell. Kad Grotesque se raspao, pridružio se melodičnom death metal sastavu At the Gates. Sastav se raspao nakon objavljenja vrlo hvaljenog albuma Slaughter of the Soul, ali se opet sastao 2007. Godine 1995. pojavio se kao pjevač na trima pjesmama na albumu Carpet Ceremonial Oatha kad je Anders Fridén pjevao na preostalim četirima pjesmama. 
Od tada je Lindberg bio uključen u mnoge druge raznolike glazbene projekte metal i punk scene. Predvodio je sastave Hide, The Crown, Disfear, Skitsystem i grindcore supergrupu Lock Up gdje je svirao s članovima Napalm Deatha Shaneom Emburyjom i Jesseom Pintadom i bivšim bubnjarom Dimmu Borgira, Nicholasom Barkerom. Bio je i pjevač sastava Sacrilege GBG iz Göteborga na njihovoj europskoj turneji 1996. zbog spriječenosti pjevača i bubnjara Daniela Svenssona.
Zaslužuje pohvale za svoju grupu The Great Deceiver iz Göteborga, koja je daleko od njegovog prethodnog rada – proizvod göteborške melodične death metal scene pomiješane s utjecajima sastavima kao što The Cure i Joy Division.
Bio je pjevač sastava Nightrage, ali nakon objavljivanja albuma Descent into Chaos 2005. napustio je sastav. Zamijenio ga je Antony Hämäläinen. Lindberg se pojavio kao gost na pjesmama "The Sadist Nation" Darkest Houra, "Young Vampires of New Hampshire "7" Transistor Transistora i "The Bleeding" Slowmotion Apocalypsea na albumu Obsidian iz 2007.
Smatra se autorom logotipa Darkthronea. 

## Diskografija
At the Gates
- The Red in the Sky Is Ours (1992.)
- With Fear I Kiss the Burning Darkness (1993.)
- Terminal Spirit Disease (1994.)
- Slaughter of the Soul (1995.)
- At War with Reality (2014.)
- To Drink from the Night Itself (2018.)
- The Nightmare of Being (2021.)

Lock Up
- Hate Breeds Suffering (2002.)
- Necropolis Transparent (2011.)
- The Dregs of Hades (2021.)

Sign of Cain
- To Be Drawn and to Drown (2017.)

The Lurking Fear
- Out of the Voiceless Grave (2017.)
- Death, Madness, Horrorz Decay (2021.)

Grotesque
- In the Embrace of Evil (1996.)

Nightrage
- Sweet Vengeance (2003.)
- Descent into Chaos (2005.)

The Crown
- Crowned in Terror (2002.)

Kao gost
- Ablaze My Sorrow – Anger, Hate and Fury (2002.)
- Ceremonial Oath – Carpet (1995.)
- Darkest Hour – Hidden Hands of a Sadist Nation (2003.)
- Hammerfall – Built to Last (2016.)
- In Twilight's Embrace – The Grim Muse (2015.)
- Nightrage – Insidious (2011.)
- Orphaned Land – Unsung Prophets and Dead Messiahs (2018.)
- Septic Broiler – Enfeebled Earth (1990.)
- Slowmotion Apocalypse – Obsidian (2007.)
- The Crown – Deathrace King (2000.)